# Sagals d'Osona

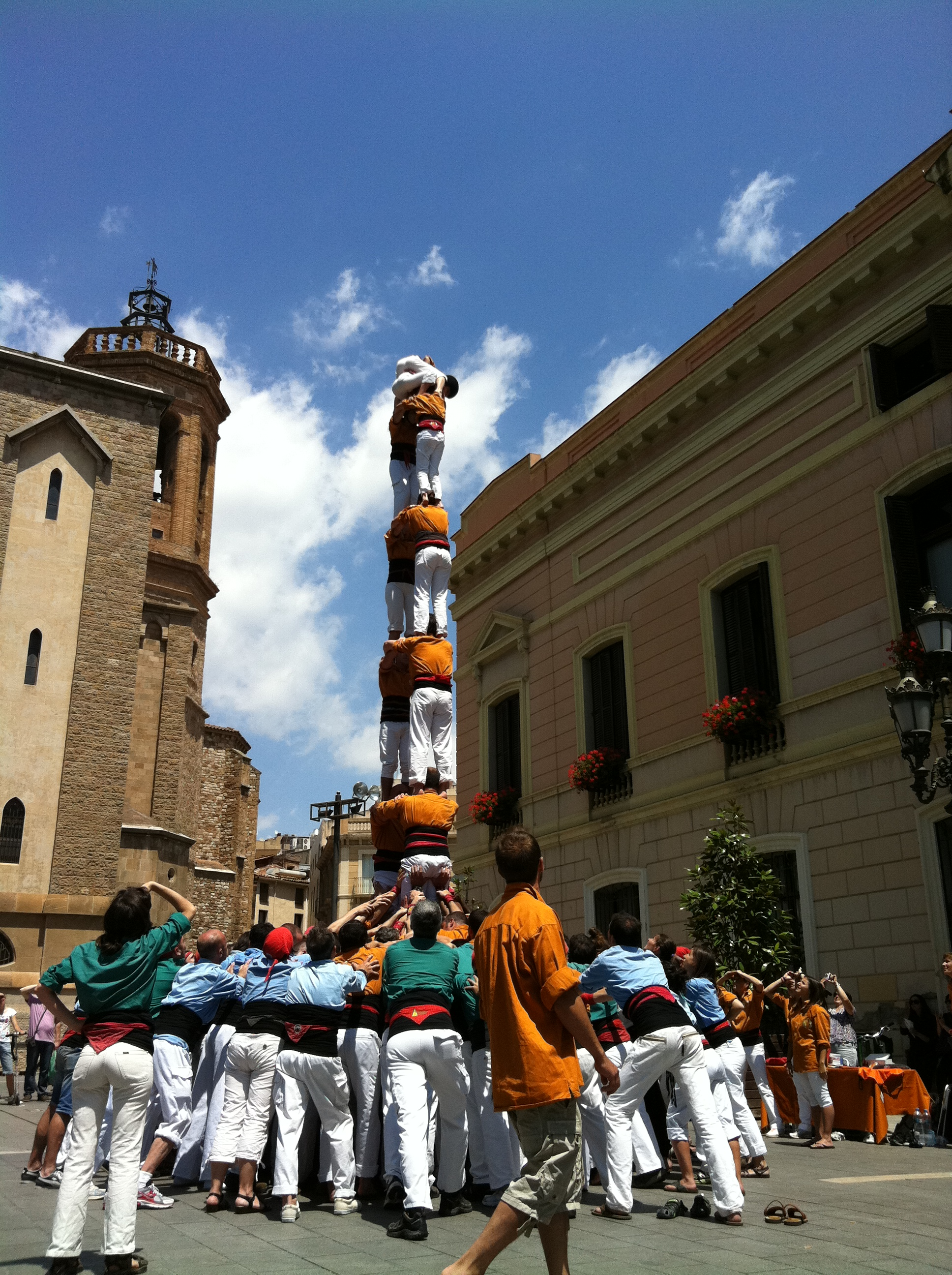
2 de 7 dels Sagals d'Osona a la plaça de Sant Roc de Sabadell

Els Sagals d'Osona són una colla castellera de Vic, a Osona, fundada l'any 1997. Vesteixen amb camisa de color carbassa i els seus millors castells són el 5 de 8, 2 de 8 amb folre, el 3 de 8, el pilar de 6, i el 4 de 8.
La colla castellera va néixer com una activitat de la delegació osonenca d'Òmnium Cultural d'Osona, aleshores presidida per Josep Romeu i Bisbe.
El primer assaig, amb el nom i el color de la camisa encara per decidir, va començar el dia 6 de març de l'any 1997 a les 9 del vespre al Club Pocket Bike d'Osona (C/ Perot Rocaguinarda, 5, Vic).
El seu primer castell en públic va ser un 3 de 6 carregat, assolit durant les festes del Carquinyoli del carrer de Gurb de Vic, el 6 d'agost del 1997 i encara sense camisa carbassa.
La presentació oficial de la colla va ser el 5 d'abril de 1998 a la Plaça Major de Vic, acompanyada pels Castellers de Vilafranca i pels Xics de Granollers. En aquella ocasió, van descarregar el 3 de 6, el 5 de 6, el 4 de 6 amb l'agulla i el pilar de 4 caminant. El mateix 1998 van assolir els primers castells de set pisos, concretament el 3 de 7 i el 4 de 7, descarregats ambdós a Manlleu el 25 d'octubre. El mateix any 1998, però, una escissió interna va acabar desembocant en la creació dels Nyerros de la Plana.
Els anys següents els Sagals van experimentar un creixement sostingut i van consolidar tota la gamma de castells de set pisos. Així, l'any 1999 van estrenar els primers 4 de 7 amb agulla i 5 de 7, i l'any 2000 van descarregar els primers 3 de 7 aixecat per sota i 2 de 7. També l'any 2000 van estrenar-se en un Concurs de Castells de Tarragona, on van completar el 5 de 7, el 3 de 7 aixecat per sota i el 4 de 7 amb agulla.
L'any 2002 van descarregar el primer 4 de 8 durant l'actuació de les Colles de l'Eix celebrada a Vic el 8 de setembre. Pocs dies després es tornà a participar en el Concurs on es completaren el 4 de 8, el 2 de 7 i el 3 de 7 aixecat per sota. Aquell any es descarregaren quatre 4 de 8 en total.
El 6 de juliol de 2003, per la Festa Major de Vic, van carregar el seu primer pilar de 6. Per la diada de Tots Sants de Vilafranca de l'any 2003 van descarregar el dos de vuit amb folre al primer intent.
El 2004 va ser un any de consolidació dels Sagals com a colla de vuit. El 4 de 8 es descarregà sis vegades, el 2 de 8 amb folre es descarregà per la Festa Major de Vic i es carregà al Concurs de Castells i, finalment, a la diada de Tots Sants de Vilafranca es descarregà el primer 3 de 8 de la història de la colla. El mateix 2004 participaren per tercera vegada al Concurs de Castells de Tarragona, quedant en una meritòria setena posició gràcies al 4 de 8, 2 de 8 amb folre carregat i pilar de 6 carregat.
El 2005 van repetir el 4 de 8 i el 3 de 8 però ja no van tornar a fer ni el 2 de 8 amb folre ni el pilar de 6. A partir de la temporada següent començà un declivi progressiu en els castells assolits fins a gairebé perdre la condició de colla de vuit. L'any 2009 van poder carregar només un 4 de 8 i el 2010 un sol 3 de 8 carregat. En aquesta època començà, però, el seu domini del 3 de set aixecat per sota, castell que van descarregar en 48 ocasions consecutivament.
L'any 2011 marcà un punt d'inflexió en la història de la colla i començà la recuperació dels castells de vuit pisos. El 12 d'octubre, al barri de les Corts de Barcelona, van tornar a descarregar el 4 de 8, tres anys després d'haver-lo completat per última vegada, castell que van assolir dues vegades més en les últimes actuacions de l'any. També van recuperar el 3 de 8 i van descarregar el primer 9 de 7 del seu historial a la diada final de temporada celebrada a La Central de Vic. Aquell mateix any, a l'actuació de la Festa Major de Vic, van descarregar un innovador 4 de 7 aixecat per sota, castell inèdit els darrers temps i primer del segle.
Iniciada la recuperació dels castells de vuit, el 2012 establiren el seu rècord de 4 de 8 en un any, descarregant-ne tretze, a més de realitzar cinc 3 de 8 (3 descarregats i 2 carregats). La progressió continuà el 2013 amb sis 4 de 8 descarregats i cinc 3 de 8 (4 descarregats i 1 carregat). També feren dos intents desmuntats de 2 de 8 amb folre a la seva diada final de temporada celebrada a Centelles.
El 2014 fou un any molt important en la història recent dels Sagals ja que aconseguiren descarregar el 2 de 8 amb folre, deu anys després de l'últim. Va ser a la diada de Festa Major de Roda de Ter al setembre. Una setmana després, al Concurs de Castells de Tarragona, reeixiren carregar el 2 de 8 amb folre, acompanyat del 3 de 8 i el 7 de 7. El mateix 2014 es descarregaren deu 3 de 8 i cinc 4 de 8.
L'any 2015, a la diada dels Sagals, van fer un pas endavant en carregar tres castells de 8 en una mateixa actuació, la tripleta de 8. El dia 8 de novembre del 2015, a la plaça de la Catedral, es va descarregar un 4 de 8, van carregar la torre de 8 amb folre, i van descarregar un 3 de 8. I el colofó va arribar amb el pilar de 6 descarregat, segon de la temporada. I és que pocs dies abans, a Sabadell, van aconseguir descarregar el primer pilar de 6 del seu historial, espadat que també van carregar una altra vegada a Vic.
El 2016 van baixar els registres de castells de vuit i no van poder repetir ni el 2 de 8 amb folre ni el pilar de 6, tot i així van sovintejar el 3 de 8.
L'any 2017 la colla celebrà el seu vintè aniversari. Fou un any plegat d'actes de celebració i es feu un salt endavant molt destacat, signant la millor temporada de la seva història. Es van descarregar onze 3 de 8, a més de tres 2 de 8 amb folre, quatre 4 de 8 i un pilar de 6. El colofó a la temporada arribà amb el primer 5 de 8 del seu historial, descarregat a la plaça de la Catedral de Vic, amb motiu de la diada de la colla celebrada el 5 de novembre. Aquesta és fins al moment la millor actuació del seu historial amb el 5 de 8, el 2 de 8 amb folre, el 3 de 8 i el pilar de 6.
El 2018 continuaren sovintejant els castells de vuit malgrat no poder repetir el 5 de 8. En la seva actuació al Concurs de Castells van descarregar la tripleta de vuit i van intentar per primera vegada el pilar de 7 amb folre, espadat que va caure poc abans de fer l'aleta. Van assolir la tercera posició en la jornada del dissabte, per darrere dels Xiquets de Reus i els Moixiganguers d'Igualada.
La temporada del 2019, última abans de la pandèmia, ja no pogueren assolir el 2 de 8 amb folre tot i intentar-lo una vegada. No obstant, el domini sobre el 3 de 8 continuà, descarregant-ne set, a més de tres 4 de 8. Fou també la última temporada en què assoliren el pilar de 6, descarregant-ne un i carregant-ne un altre. Va ser també un any molt profitós amb el 2 de 7 del qual se'n descarregaren deu.
Els anys 2020 i 2021 el món casteller quedà paralitzat completament per la pandèmia de Covid-19. Aquest fet afectà especialment a la colla i propicià un descens important del nivell en els anys següents. El 2022, retornada a la normalitat els Sagals pogueren mantenir la categoria de 8 al descarregar tres 4 de 8 al llarg de l'any, però ja no s'intentà cap castell superior. La davallada vingué l'any següent, el 2023, una temporada molt fluixa i molt per sota del nivell de la colla, amb diverses actuacions havent de fer construccions bàsiques de 7 pisos i alguns castells de 6. Aquesta davallada vingué propiciada per una renovació profunda en la canalla i també en els troncs, després que els dos anys d'aturada per la pandèmia capgiressin completament la composició de la colla. No s'intentà cap castell de 8 en tot l'any i els sostres de la temporada foren castells com el 7 de 7 o el 5 de 7. No obstant, per la Festa Major de Vic d'aquell any els Sagals tornaren a descarregar el 3 de 7 aixecat per sota, construcció que havia sigut emblemàtica de la colla en el passat però que feia deu anys que no portaven a plaça.
El 2024 fou l'any de la recuperació del nivell dels osonencs, tornant a sovintejar els castells de vuit pisos. A finals de març, per l'actuació del Mercat del Ram de Vic es completaren ja castells de la gamma alta dels set pisos com el 5 de 7, el 7 de 7 o el 4 de 7 amb agulla. El 12 de maig a Girona, per Temps de Flors, la colla vigatana tornà a descarregar el 4 de 8. Va ser el primer dels vuit descarregats aquell any. A principis de juny es recuperà també el 2 de 7. S'arribava així a la festa major de Vic, a inicis de juliol, i després de descarregar un nou 4 de 8 en primera ronda, es carregà el 3 de 8 en segona ronda. Des del 2019 no portaven el 3 de 8 a plaça, tot i que no s'aconseguí descarregar-lo. La segona part de la temporada va estar marcada pel Concurs de Castells on a part del 4 de 8, els Sagals descarregaren el 9 de 7 amb una enxaneta, castell que feia deu anys que no portaven a plaça. En quarta ronda, després d'un intent desmuntat, els osonencs aconseguiren carregar el 2 de 8 amb folre. Feia sis anys, des del 2018, que la colla no coronava un castell folrat. Ja per acabar la temporada de la recuperació, la diada final de temporada, celebrada a La Central de Vic, veié el vuitè 4 de 8 de l'any,  a més del 9 de 7 i el 2 de 7, tancant-se així una molt bona temporada tot i que havia deixat alguns reptes pendents en el 3 de 8 i el 2 de 8 amb folre només carregats.

## Associació Cultural Sagals d'Osona i Fundació Embat Cultural
A escala institucional, els Sagals nasqueren sota l'aixopluc d'Òmnium Cultural d'Osona. Així doncs, els primers presidents de la colla foren també els presidents de la delegació osonenca d'Òmnium: Josep Romeu (1997-1998), Lluís Casellas (1999-2002) i Jeroni Vinyet (2003-2004). Tot i així, es creà la figura del Delegat de Presidència que exercia les funcions de president dels Sagals. Aquest càrrec fou ocupat per Joan López (1997-2002) i Ramon Cirera (2003-2004).
Finalment, i veient la progressió autònoma de la colla castellera, els Sagals es convertiren en entitat pròpia el 2005, separant-se així d'Òmnium. El primer president dels Sagals fou Rossend Brugulat. Poc després, però, Sagals i Òmnium d'Osona es tornaren a trobar per crear la Fundació Embat Cultural, des de la qual s'ha realitzat una important tasca de recuperació de les tradicions i cultura popular vigatanes, a més de revitalitzar la Festa Major de Vic. També des dels Sagals s'ha recuperat una figura del bestiari tradicional vigatà, la Mulassa, i s'ha creat una colla de diables, les Fúries d'Ausa.
Els representants més importants de la junta administrativa són el president, el cap de colla, el vicepresident primer i segon, el secretari i el tresorer. A més, també compta amb set vocalies: Vocalia d'Acollida,Tradició i Patrimoni; Vocalia d'Actuacions i Relació amb les Colles; Vocalia Imatge, Projecció i Activitats; Vocalia Formació i Activitats Associació; Vocalia Comunicació i Premsa; Vocalia Logística i Material i Vocalia Junta Tècnica.
Els presidents dels Sagals han estat:
1. Josep Romeu (1997-1998)
2. Lluís Casellas (1999-2002)
3. Jeroni Vinyet (2003-2004)
4. Rossend Brugulat (2005-2008)
5. Lluís Casellas (2009-2012)
6. Noemí Aguilar (2013-2016)
7. Eduard Oliván (2017-2018)
8. Bernat Camps (2019-2021)
9. Joan Riera (2022-2023)
10. Marc Hidalgo (2024-...)

Al llarg de la història de la colla, els diferents caps de colla han sigut els següents:
1. Lluís Perona (1997)
2. Oriol Chumillas (1998-1999)
3. Raül Presseguer (2000-2001)
4. Oriol Chumillas (2002-2003)
5. Sam Balasch (2004-2005)
6. Quim Garcia (2006-2007)
7. Gerard Camprubí (2008-2009)
8. Xavier Rius (2010-2011)
9. Joan Gallego (2012-2013)
10. Roger Farrarons (2014-2015)
11. Domènec Aguilar (2016)
12. Anna Tió (2016-2018)
13. Víctor Niubó (2019-2021)
14. Griselda Riera (2022-2023)
15. Albert Molina (2024-...)